# Pasar Permiri
Pasar Permiri is een bestuurslaag in het regentschap Lubuklinggau van de provincie Zuid-Sumatra, Indonesië. Pasar Permiri telt 2844 inwoners (volkstelling 2010).